# Cisk
Cisk è una birra maltese nata nel 1928 e oggi commercializzata dalla Simonds Farsons Cisk.

## Storia
La birra nacque nel 1928 quando la più antica banca privata maltese, creata nel 1840 da Giuseppe Scicluna, acquistò una fabbrica da uno dei suoi clienti, creando così la "The Malta Export Brewery" e producendo la prima birra maltese, la Cisk Pilsner.
Nel 1948 la "The Malta Export Brewery" si fuse con la rivale "Simonds Farsons Limited" creando così la Simonds Farsons Cisk che produce tutt'oggi la birra.
Oggi la Cisk è uno dei simboli di Malta, nonché sponsor della nazionale maltese di rugby a 15 e del locale campionato di rugby.

## Altri prodotti
- Cisk Export - Birra a fermentazione bassa con un colore dorato chiaro ed una densa e soffice schiuma. È una birra con un carattere ben bilanciato anche grazie al suo ricco aroma di luppolo. Graduazione alcolica 5 % vol.
- Cisk Excel  - Birra con una bassa quantità di carboidrati ma che mantiene lo stesso gusto dell'originale Cisk Lager. Graduazione alcolica 4.2 % vol.
- Cisk XS - La Cisk XS (Extra Strong) è una birra lager a bassa fermentazione con un fresco sapore di luppolo ed un carattere molto forte. Si può trovare su alcuni mercati esteri tra cui quello italiano, giapponese ed americano. Graduazione alcolica 9 ´vol.

## Curiosità
- Il nome Cisk deriva dal soprannome di Giuseppe Scicluna, banchiere fondatore della "The Malta Export Brewery", Iċ-Ċisk che vuol dire "lo chèque", "l'assegno".

## Premi
- Nel 1980 vince due medaglie d'oro alla Brewex Competition in Inghilterra: la prima come migliore birra lager, e la seconda come migliore birra di tutte le categorie.
- Nel 1995 ai "Beer Awards" in Australia, vince il primo premio nella categoria delle lager internazionali e riceve il "Pfizer Food Science Trophy" per la lager avente ricevuto più voti in un'unica gara.
- Nel 2005 ai "Brewing Industry International Awards" (conosciuti anche come gli Oscar delle fabbriche di birra) riceve la medaglia d'argento nella categoria lager.
- Nel 2007 la Cisk Lager riceve dalla rivista inglese "Beers of the world" il premio per la migliore birra tradizionale del mondo.
- Sempre dal quotidiano "Beers of the world" la Cisk Excel nel 2007 riceve il premio per la migliore birra con un basso livello di calorie.